# Służba lotnictwa (II RP)
Służba lotnictwa i aerostatyki - służba administracyjna Wojska Polskiego II RP zajmująca się zaopatrywaniem sił zbrojnych w sprzęt i materiały lotnicze i balonowe.
Kierownictwo służby należało do szefa Departamentu IV Żeglugi Powietrznej Ministerstwa Spraw Wojskowych.
Zadania nałożone na służbę lotniczą i aerostatyki wykonywały:
- Centralne Zakłady Lotnicze w Warszawie
- Centralne Zakłady Aerostatyczne w Jabłonnie.